# Pandofella whitei
Pandofella whitei är en snäckart som först beskrevs av Hedley 1912.  Pandofella whitei ingår i släktet Pandofella och familjen Caryodidae. Inga underarter finns listade i Catalogue of Life.